# Аврам (тысяцкий)
Аврам (Авраа́м, Аврам Елеферьевич, Аврам Ольферьевич) — новгородский тысяцкий в 1323, 1327—1329, 1340, 1345, 1348 гг.

## Тысяцкий

### По летописи
В летописи тысяцкий Аврам впервые встречается среди новгородских послов (вместе с владыкой Моисеем), отправившихся в 1328 г. к князю Александру Михайловичу в Псков, чтобы его упросить пойти в Орду, как велел Ордынский правитель. Александр не захотел идти к нему в ставку. Под 1340 г. была обновлена церковь св. Георгия и в летописи перечисляются должностные лица при которых это происходило: «при великом князе Семёне Ивановиче, при архиепископе новгородском Василии, при посаднике Евстафии, при тысяцком Авраме». В 1345 г. на княжеский Новгородский стол были направлены послы к князю Семёну Ивановичу Гордому, среди послов фигурирует и тысяцкий Аврам.
Между шведским королём Магнусом и новгородским руководством в 1348 г. возник религиозный спор с подачи короля, который хотел окрестить новгородцев в свою веру. Новгородское руководство тогда состояло из владыки Василия, посадника Фёдора Даниловича и тысяцкого Аврама. Аврам и Кузма Твердиславль были посланы к королю вместе с другими боярами. Король пытался обратить в свою веру приехавших послов и грозился в случае отказа войной на Новгородскую землю, но послы были против и затворились в Ореховце. После этих угроз Магнус послал войска крестить в свою веру население Ижоры. Как только до Новгорода дошли известия об ижорских делах короля, новгородцы повели малую дружину против шведов и разбили их на ижорской земле. Тем временем король Магнус взял Ореховец и лишил у себя десять человек из посольства, в том числе Аврама и Кузму, а остальных отпустил. Только в 1350 г. Аврам и остальные были вызволены из плена путём обмена шведов на новгородцев.

### По грамотам
Тысяцкий Аврам упоминается в пяти грамотах. Ранней является договорная грамота между Новгородом и Ливонским орденом, а скорее посольский отчёт перед руководством Ливонского ордена об успешных переговорах и договорённостях. Датируется 25 февраля 1323 г. Со стороны Новгорода в переговорах участвовали владыка Давыд, посадник Олфромей (Варфоломей) и тысяцкий Аврам. Того же года (12 августа 1323 г.) имеется договорная грамота между Новгородом и Швецией о мире (или по другому Ореховский мир).
Следующая грамота, где он фигурирует вместе с посадником Данилой и владыкой Моисеем, это договор Новгорода с тверским князем Александром Михайловичем, датируемый 1326—1327 гг. (с уточнением В. Л. Янина датируется первыми месяцами 1327 г.). Согласно договору, основная власть находилась у посадника, без которого князь ничего не мог сделать.
В ещё одной новгородской грамоте идёт речь о поручении на двинский промысел некоему Михаилу. В данной грамоте упоминаются князь Иван Калита, посадник Данила и тысяцкий Аврам, которые и дали возможность Михаилу заниматься промыслом. Первоначально документ датировался 1328—1341 гг. по времени правления Калиты. Однако позднее дата была уточнена 1329 г., так как князь в это время был в Новгороде, а также согласуясь с временем тысяцства Аврама. Те же лица (Иван Калита, Данила и Аврам) имеются в жалованной грамоте, которую дал князь на освобождение печерских сокольников от дани и повинностей. Л. В. Черепнин датирует её не ранее 1328 г.